# Schienenstuhl

Schienenstuhl, Bild von 1905

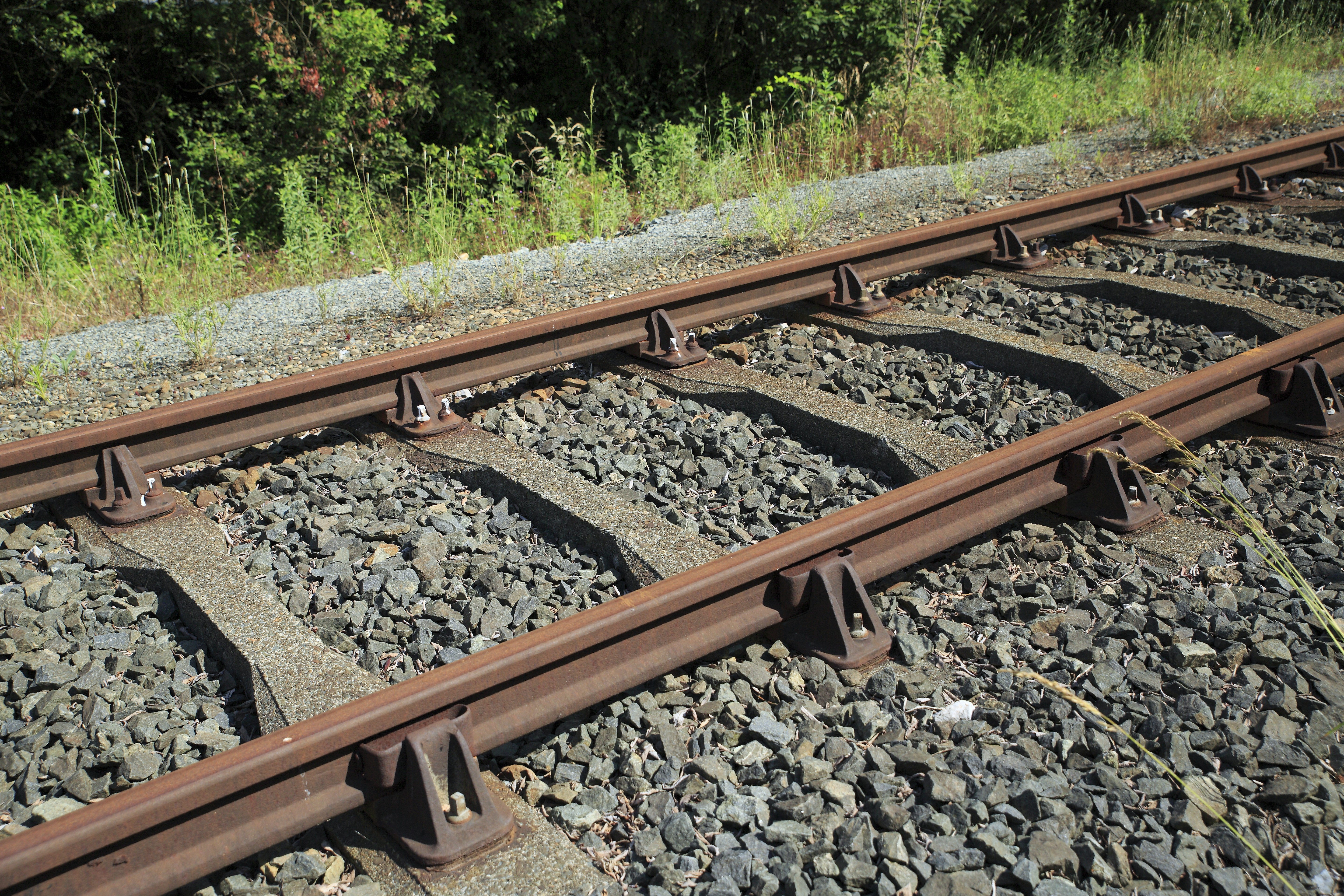
Französischer Stuhlschienenoberbau mit Betonschwellen und Stahlspannklemmen

Als Schienenstuhl wird die Vorrichtung bezeichnet, die eine Eisenbahnschiene zur Befestigung auf einer Bahnschwelle aufnimmt. Die Bezeichnung (chairs) stammt aus dem Englischen und wurde mit den ersten aus England gelieferten Eisenbahnen übernommen. 
Die ersten Schienenstühle waren Gusseisen-Profile, die mit Dübeln und Nägeln auf Steinwürfeln befestigt wurden (z. B. bei der bayerischen Ludwigseisenbahn). Sie nahmen in ihrer Vertiefung die damals verwendeten, viel kleineren Doppelkopfschienen bzw. spezielle „Stuhlschienen“ auf und stützten sie auch seitlich. Dabei wurde zwischen die außenliegende höhere Stuhl-„Lehne“ und den Schienensteg ein Holzkeil zur Fixierung getrieben. Die innenliegende Stegseite der Schiene lag direkt an der tiefer liegend gebogenen Innen-„Lehne“ des Stuhls an. Im 20. Jahrhundert wurden die Holzkeile zunehmend durch Stahlspannklemmen ersetzt.
Mit dem Aufkommen der Breitfuß- bzw. Vignolschiene mussten neue Befestigungsmittel eingeführt werden. Diese werden nicht mehr als Schienenstuhl bezeichnet, sondern entsprechend ihrer Bauart als Leisten-, Haken oder Rippenplatten, letztere beispielsweise beim Oberbau K. Die Bauformen sind dabei sehr unterschiedlich, sie sind nicht nur auf die Befestigungsart (Schrauben, Klammern usw.) und das Schwellenmaterial (Holz, Stahl oder Beton) abgestimmt, sondern je nach Anforderung auch auf besonders exakte Spurhaltung, nachträgliche Korrekturmöglichkeiten oder besonders gute Geräuschdämmung.
Während die Auflageplatten auf Holz- und Betonschwellen normalerweise mit Schwellenschrauben aufgeschraubt werden, sind sie auf Stahlschwellen in der Regel aufgeschweißt oder in eine Nut geschoben und verspannt. Bei Gleisen mit geringen Anforderungen, die zudem häufig neu verlegt werden (z. B. Feld- und leicht gebauten Schmalspurbahnen), wurde auf Unterlagsplatten oft ganz verzichtet.
Schienenstühle gehören wie anderen Unterlagspatten zum Kleineisen.
Im angloamerikanischen Sprachraum wird der Begriff „rail chair“ auch für die Montageeinrichtungen für die Stromschienen (Third rail) verwendet. Diese haben durch die besonderen Anforderungen der elektrischen Isolation und durch die Lage der von den Stromabnehmern bestrichenen Fläche jeweils sehr spezielle Formen. Im deutschen Sprachraum ist dafür der Begriff Stromschienenhalter üblich.

## Beispiele diverser Schienenbefestigungen

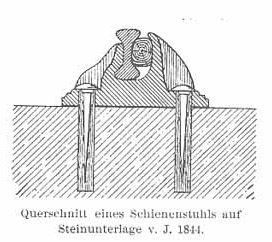
Schienenstuhl mit Doppelkopfschiene (1844)
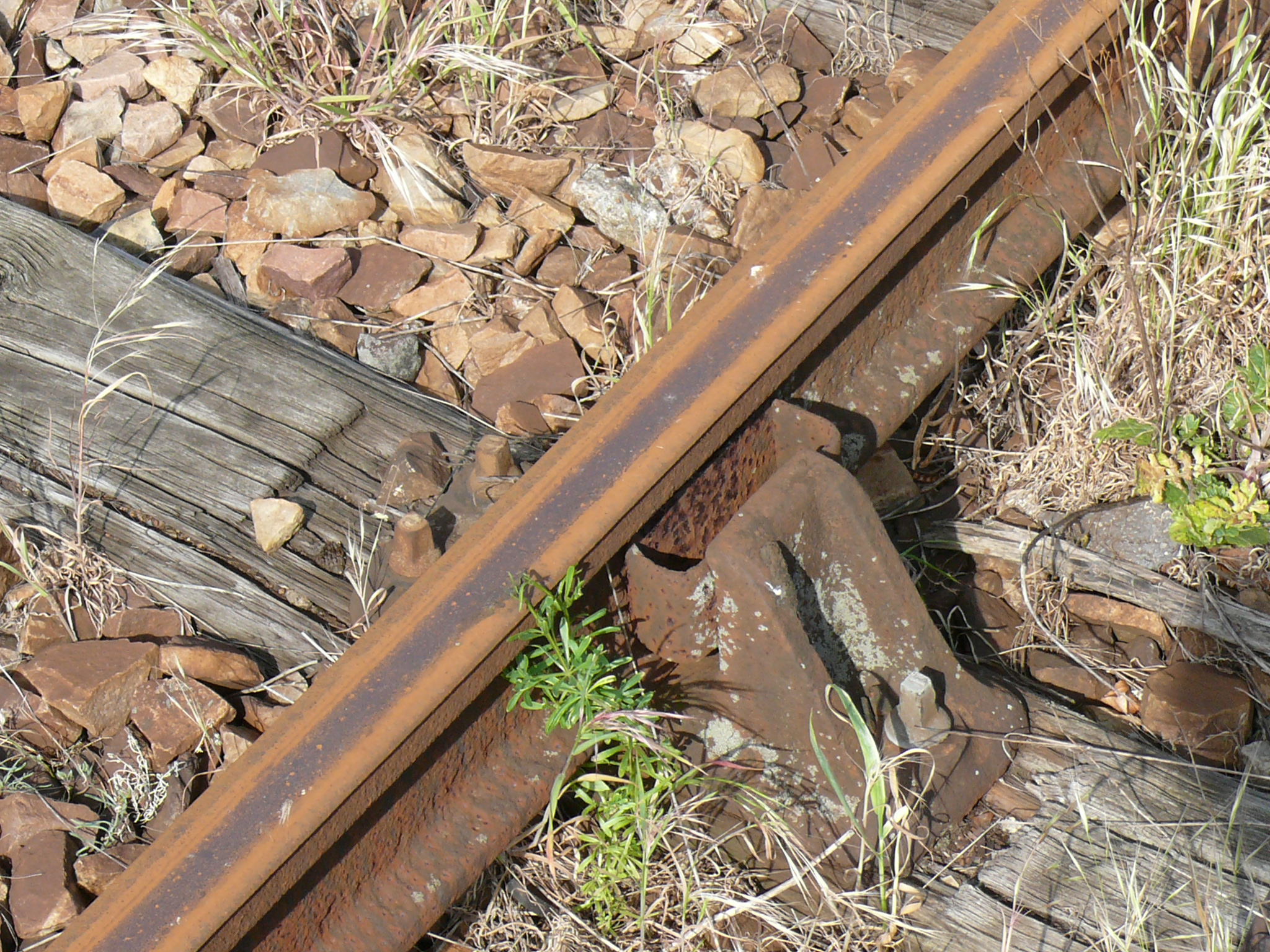
Älterer Schienenstuhl bei der SNCF
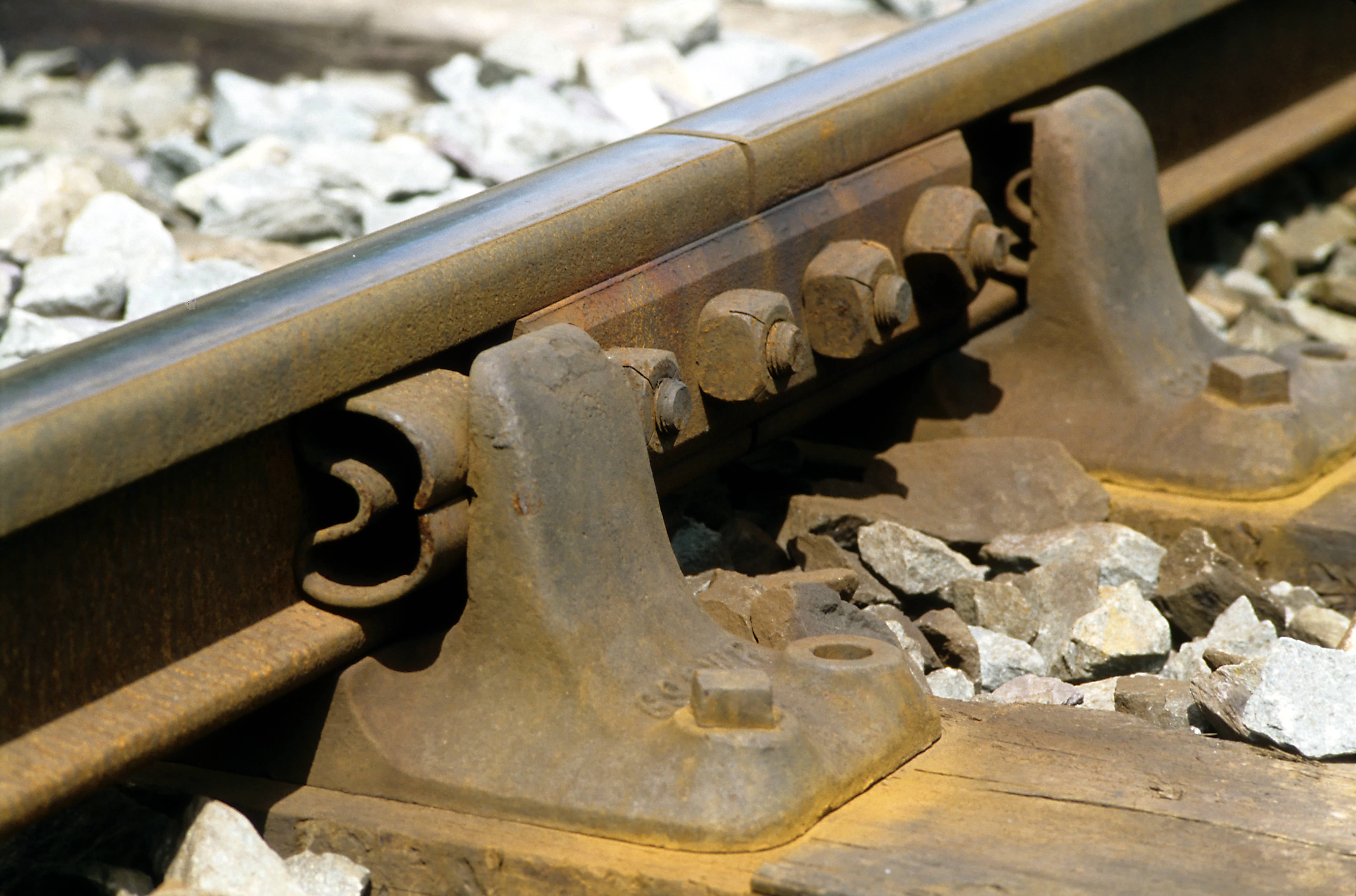
Älterer Schienenstuhl mit Verbindungslasche auf einer Bahnstrecke bei Killarney, Irland
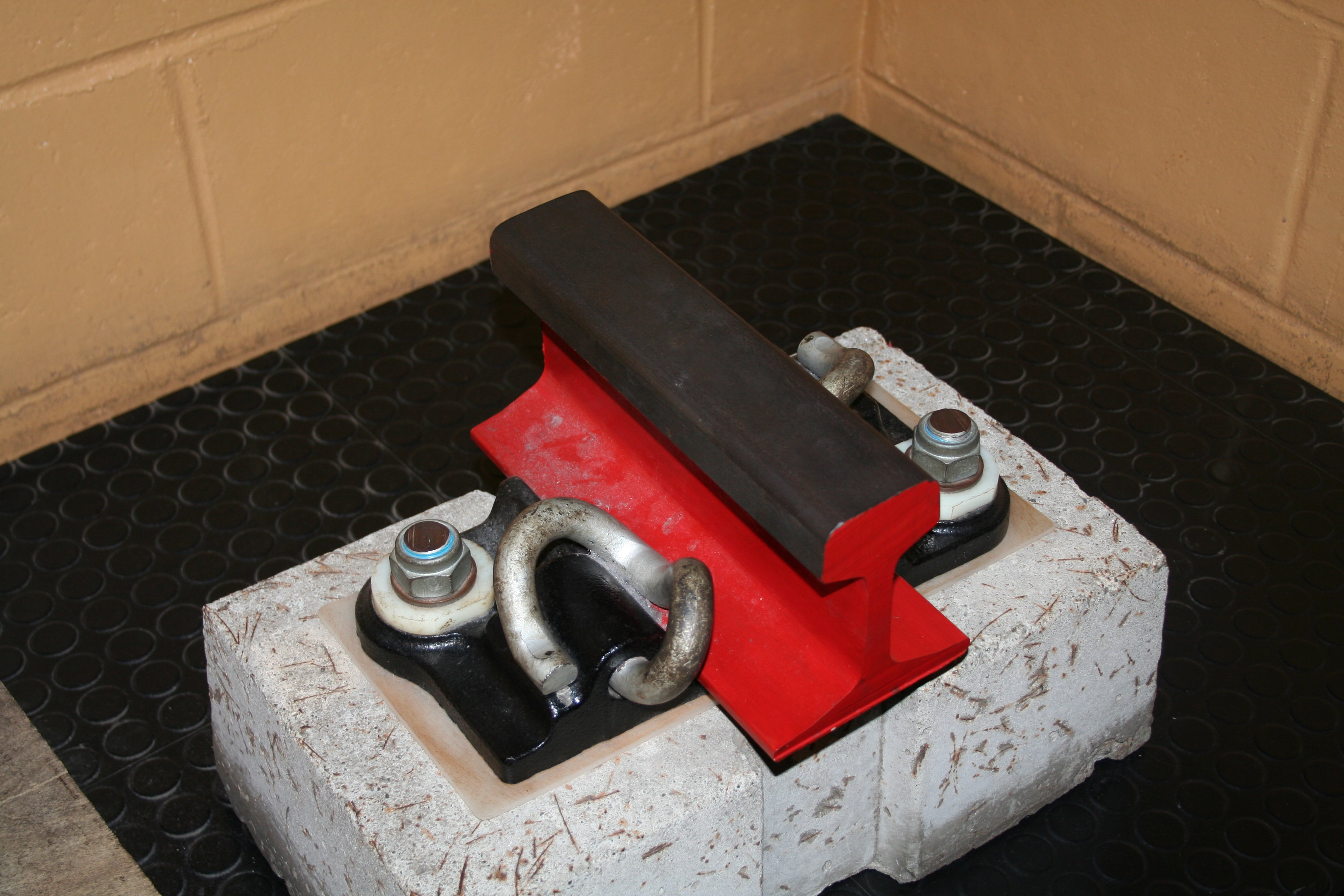
Rippenplatte mit Pandrol-Spannklemmen im Museum of Transport, Glasgow.
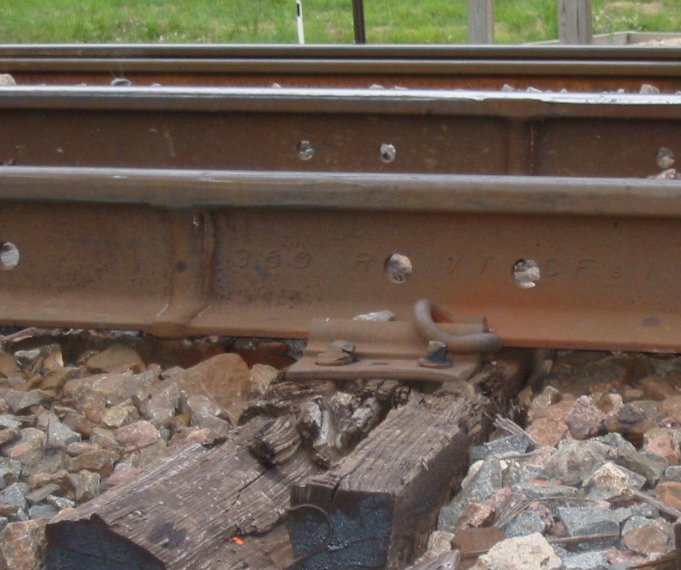
Schienenstuhl auf Holzschwellen aufgeschraubt und die Schiene geklammert
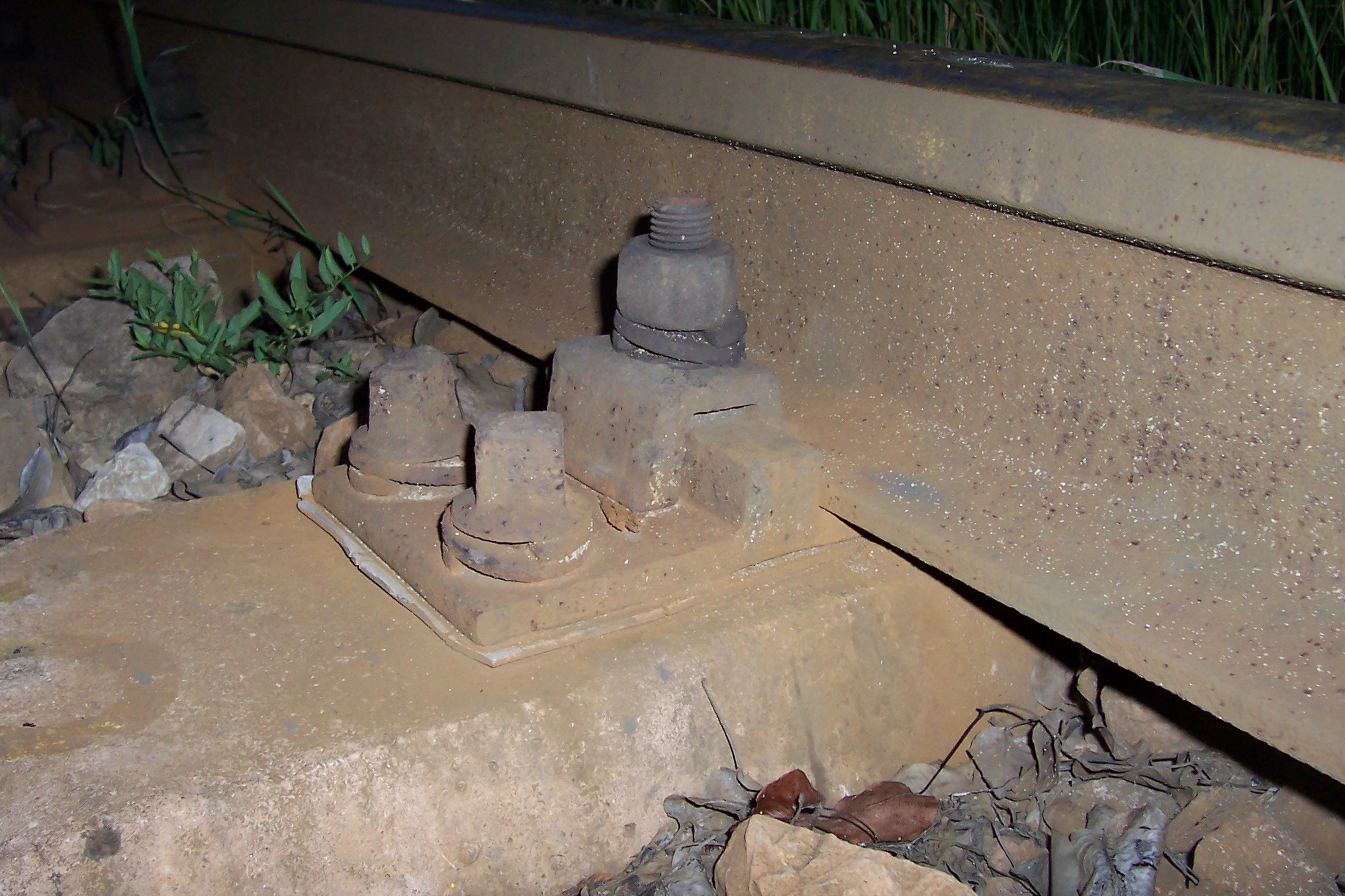
Oberbau K, Schwellenschrauben halten die Rippenplatte auf der Betonschwelle und zwei Hakenschrauben mit Klemmplatten die Schiene
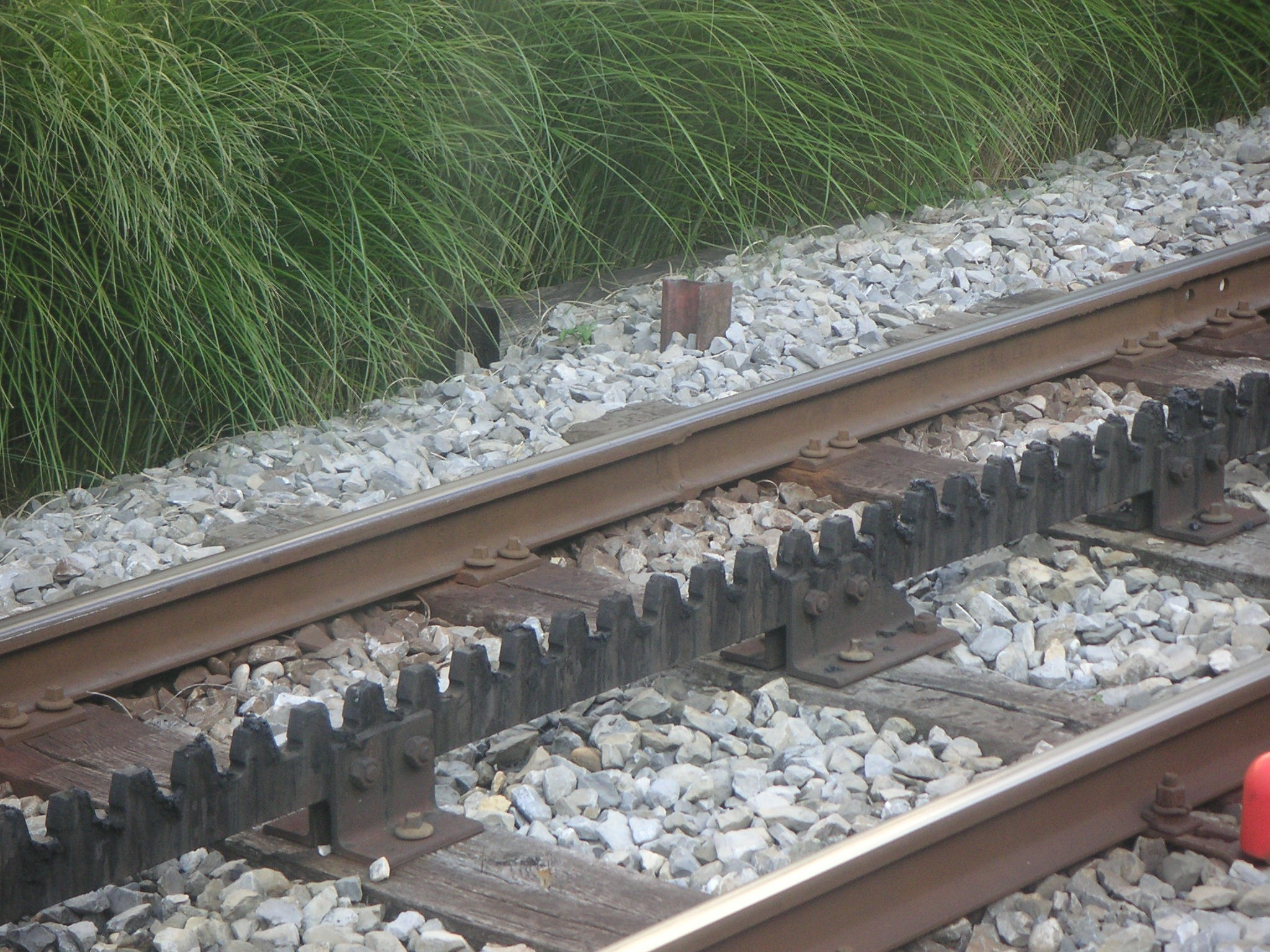
Vier Schrauben halten sowohl Schiene als auch Schienenstuhl (sog. offene Unterlagsplatte)
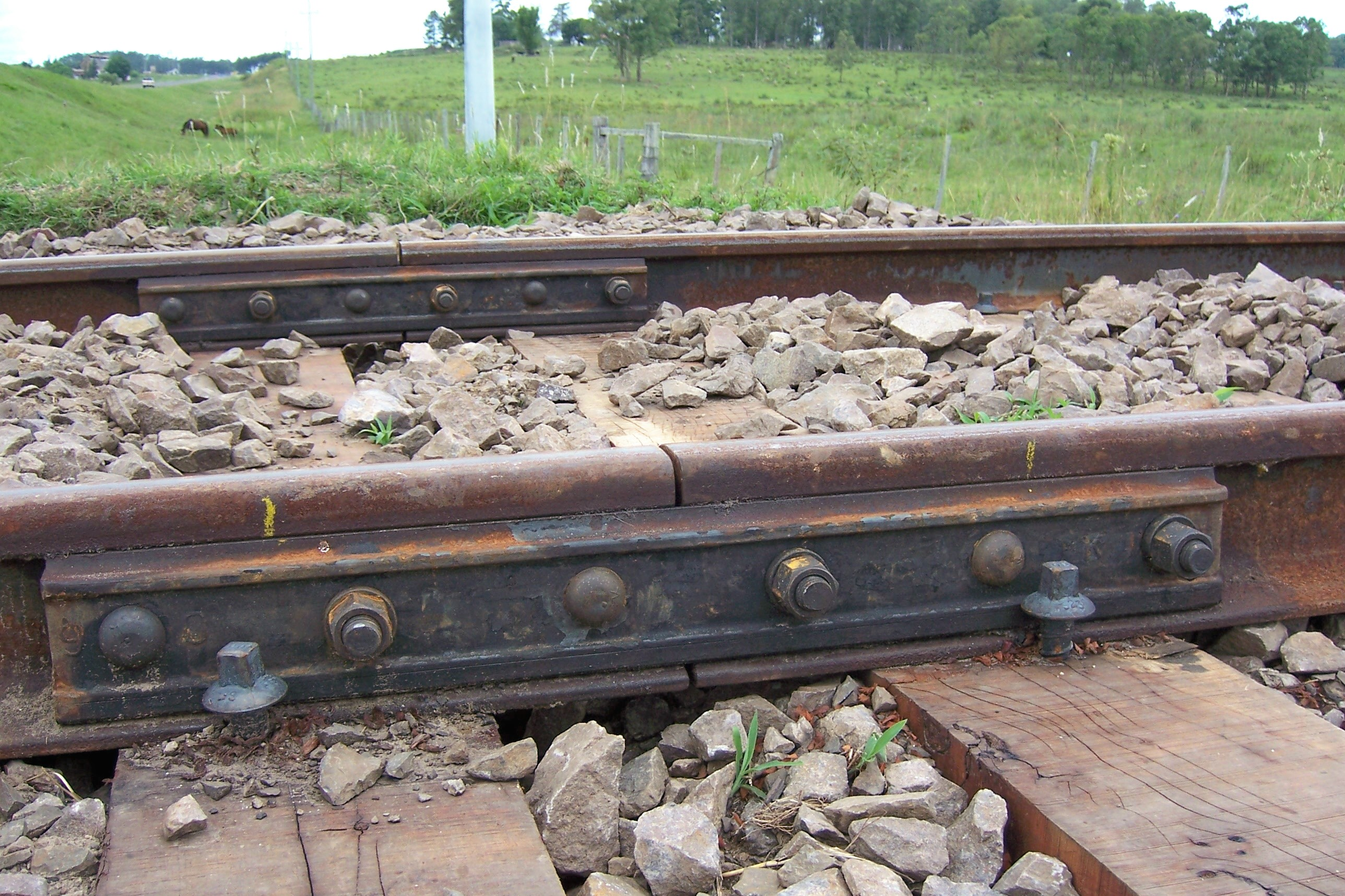
Als Vergleich Oberbau Hs, die Schienen sind ohne Unterlagen direkt mit Schwellenschrauben mit den Schwellen verbunden